# Hoppin' Frog Brewery
Hoppin' Frog Brewery is een Amerikaanse microbrouwerij uit Akron, Ohio.

## Geschiedenis
De brouwerij werd in 2006 opgericht door Fred Karm. Karm studeerde af aan de University of Akron en brouwt speciaalbieren sinds 1994. De brouwerij produceert speciaalbieren waarmee al 21 medailles gewonnen werden, zowel bij de World Beer Cup als bij het Great American Beer Festival (GABF). De brouwerij werd op Ratebeer bij Best Brewers in the World op de 20ste plaats geklasseerd in 2012. De bieren van de brouwerij zijn te verkrijgen in 18 staten en 12 landen (waaronder Nederland en België).

## Bieren
- B.O.R.I.S. The Crusher Oatmeal Imperial Stout, GABF - Gouden medaille 2008 en 2011[2]
- Barrel-Aged B.O.R.I.S. Imperial Stout, World Beer Cup 2012 – Gouden medaille
- D.O.R.I.S. the Destroyer
- Hoppin’ To Heaven IPA
- Mean Manalishi Double I.P.A.
- Silk Porter
- Outta Kilter Wee-Heavy Scotch Red Ale
- Barrel Aged Naked Evil BBW Belgian-style Barley Wine-style Ale, GABF - Bronzen medaille 2010
- Hopped-Up Goose Juice

### Seizoensbieren
- Barrel Aged BORIS Royale
- Frog’s Hollow Double Pumpkin Ale, GABF - Gouden medaille 2010
- Turbo Shandy
- Hop Dam
- Frosted Frog Christmas Ale
- Wild Frog Wheat
- Hop Master’s Abbey Belgian-style Double I.P.A.
- Fresh Frog Raw Hop  Imperial Pale Ale
- Hop Heathen Imperial Black Ale